# ای‌پینک
ای‌پینک (به انگلیسی: Apink) (به کره‌ای: 에이핑크) (به ژاپنی: エーピンク) یک گروه دخترانه کره جنوبی است که در ۱۹ آوریل ۲۰۱۱ تحت کمپانی کمپانی پلن ای (قبلا ای کیوب اینترتینمنت و پلن ای اینترتینمنت) شکل گرفت. این گروه سال ۱۹ آوریل سال ۲۰۱۱ با آلبوم چندآهنگه هفت بهار ای‌پینک شروع به کار کرد. در حال حاضر ای‌پینک از پنج عضو تشکیل شده است: پارک چورونگ، یون بومی، جونگ اون-جی، کیم نامجو و اوه هایونگ. در اصل ای‌پینک گروهی هفت نفره بود، که همراه با هونگ یوک یانگ شامل می‌شد، وی در سال ۲۰۱۳ برای ادامه تحصیلاتش گروه را ترک کرد. نایون نیز در سال ۲۰۲۲ از طریق لیدر گروه (پارک چورونگ) نامه ای برای طرفدار های خود گذاشت و گروه را ترک کرد.

## تاریخچه
در ۱۳ آوریل سال ۲۰۱۱ تیزرهایی از گروه منتشر شد که نظرها را به خود جلب کرد و بعد از آن در ۱۹ آوریل اولین مینی آلبوم آن‌ها با نام هفت بهار ای‌پینک منتشر شد و موزیک ویدئو این آلبوم با نام مولا با عنوان انگلیسی «نمیدونم» مورد توجه قرار گرفت. این گروه به سرعت طرفداران زیادی پیدا کرد و عنوان پینک پاندا یا پاندای صورتی (به انگلیسی: Pink Panda) را برای باشگاه طرفدارانش انتخاب کرد. در ۲۲ نوامبر همان سال با دومین مینی آلبوم خود به نام صورتی‌برفی بازگشتند و بعد از آن در یک مراسم خیریه اعضای گروه لوازم شخصی خود را به حراج گذاشتند و به نیازمندان کمک کردند. در ۲۹ نوامبر ۲۰۱۱ جایزه بهترین گروه جدید دختر را در جشنواره ام‎ای‌ام‎ای از آن خود کردند.
در ۱۳ مارس ۲۰۱۲ اینجی با یوسئوب عضو گروه بیست آهنگی به نام «روز عشق» منتشر کردند. ۳ ژانویه ۲۰۱۳ اینجی با هیون-سئونگ عضو بیست آهنگ دیگری منتشر کردند و بعد از آن موزیک ویدئو مشترک ای پینک و بیست به نام «اوه عزیزم» منتشر شد و ای پینک و سایر گروه‌های کمپانی کیوب (بیست و ۴مینیت) در هنگ کنگ چند اجرا داشتند.
۲۳ آوریل همان سال یوک یانگ اعلام کرد از گروه جدا خواهد شد تا روی درسش تمرکز کند و کمپانی نیز وعده داد گروه با یک عضو جایگزین باز خواهد گشت که این اتفاق نیفتاد و ای‌پینک با شش عضو به کارش ادامه داد.
۵  ژوئیه ۲۰۱۳ این گروه با همان ۶ عضو با آلبوم باغ اسرارآمیز بازگشتند، آلبومی که سر آغاز رشد و پیشرفت آن‌ها شد. دو موزیک ویدیو منتشر شده از این آلبوم با نام‌های «نه‌نه‌نه» و «یو یو» بسیار مورد استقبال قرار گرفت و جوایز بسیار زیادی را در جشنواره‌های متعدد از آن خود کرد. آن‌ها اولین جلسه رسمی خود با طرفدارانشان را در کره جنوبی، تایوان و سنگاپور برگزار کردند و موفق شدند در جشنواره ام‌ای‌ام‌ای سال ۲۰۱۳ جایزه نسل بعدی ستاره جهانی را دریافت کنند. ای‌پینک با گروه گرلز دی هم چند کنسرت مشترک داشتند.
در ۹ ژانویه ۲۰۱۴ با آهنگ «صبح بخیر عزیزم» از طرفدارانشان به خاطر حمایتشان تشکر کردند. در ۱۴ مارس ۲۰۱۴ به عنوان سفیران روابط عمومی از طرف اداره نیروی انسانی نظامی منصوب شدند. ۳۱ مارچ با مینی آلبوم شکوفه صورتی بازگشتند و آهنگ «آقای چو» از این آلبوم به محض انتشار در صدر چارت‌ها قرار گرفت.
آلبوم عشق صورتی ای‌پینک در ۱۸ نوامبر ۲۰۱۴ منتشر شد و آهنگ «ویدیو لاو» از این آلبوم جزو صد موزیک ویدیو پربازدید تاریخ کی-پاپ قرار گرفت. در تاریخ ۱٩ آوریل ٢۰۱۵ گروه ای‌پینک به مناسبت چهارمین سالگردشان موزیک ویدیو «بهت قول میدم» را منتشر کردند. در ۱۶ ژوئیه ٢۰۱۵ هم آلبوم خاطره صورتی موزیک ویدیوهای «یادته» و «گلبرگ» از این گروه منتشر شد.
ای‌پینک در ٢۶ اوت ٢۰۱۵ اولین آلبوم ژاپنی خودشان را به نام فصل صورتی منتشر کردند.
یک روز پیش از پنجمین سالگرد ای پینک یعنی در ۱٨ آوریل ٢۰۱۶ اینجی آلبوم سولوی خودش را به نام «رویا» با شش آهنگ منتشر کرد و فردای آن روز ای‌پینک به مناسبت سالگردشان موزیک ویدیو «موج» را منتشر کردند.
سومین فول آلبوم کره‌ای ای‌پینک بعد از یک سال و دو ماه در ٢۶ سپتامبر به نام انقلاب صورتی و با آهنگ اصلی «تنهاترین» منتشر شد. ای‌پینک با بلک آید پیلسانگ برای این آهنگ همکاری کردند. آهنگ «تنهاترین» تنها ساعاتی پس از انتشار در هفت چارت موسیقی کره رتبه اول را کسب کرد.
درطول شوکیس پارک چورونگ لیدر ای پینک اعلام کرد که این آلبوم سبک جدیدی از رشد و بلوغ برای گروه محسوب می‌شود و جانگ اینجی هم گفت که در این آلبوم ساختن موسیقی پیچیده و زیبا برای آن‌ها در اولویت بوده و نه فقط موسیقی سرگرم‌کننده و جاذب.

## آلبوم‌شناسی

### آلبوم‌های کره‌ای
- یک سال (۲۰۱۲)
- خاطره صورتی (۲۰۱۵)
- انقلاب صورتی (۲۰۱۶)

### آلبوم‌های ژاپنی
- فصل صورتی (۲۰۱۵)
- عروسک صورتی (۲۰۱۶)
- داستان‌های صورتی (۲۰۱۷)

## کنسرت‌ها و تورها

### تورهای کره‌ای
- بهشت صورتی (۲۰۱۵)
- جزیره صورتی (۲۰۱۵)
- جشن صورتی (۲۰۱۶)
- فضای صورتی (۲۰۱۸)
- مجموعه صورتی: قرمز و سفید (۲۰۱۹)
- به دنیای صورتی خوش آمدید (۲۰۲۰)

### تورهای ژاپنی
- اولین تور زنده ای‌پینک – فصل صورتی (۲۰۱۵)
- دومین تور زنده ای‌پینک – تابستان صورتی (۲۰۱۶)
- سومین تور زنده ای‌پینک – ۳ سال (۲۰۱۷)
- مجموعه صورتی ژاپن زنده ای‌پینک (۲۰۱۹)

### تورهای آسیایی
- باغ مخفی ای‌پینک در سنگاپور – ویزیت کره (۲۰۱۳)
- تور بهشت صورتی آسیایی (۲۰۱۵)
- روز خاطره صورتی مینی کنسرت و فین میتینگ ای‌پینک در سنگاپور (۲۰۱۶)
- تور شفق قطبی صورتی (۲۰۱۶–۲۰۱۷)
- تور آسیایی پینک آپ (۲۰۱۷)
- تور یک و شش آسیا (۲۰۱۸)

### تورهای آمریکایی
- خاطره صورتی: تور آمریکای شمالی ای‌پینک (۲۰۱۶)

### آنلاین استیج
- صورتی سال (۲۰۲۰)